# Анапка (залив)
Анапка — залив у северо-западного берега Карагинского залива Берингова моря. Расположен между полуостровами Ильпыр и Ильпинский. Открыт к югу, вдаётся в материк на 31 км. Ширина у входа 35 км. Глубина до 26 м в южной части.
В залив впадают реки Миккиваям, Игунаваям, Гнилая, Альховаям, Кенаритхилваям, Лапареламваям и др. На побережье находятся мысы Уталынан, Пейкытхын, Валакыл и Ильпинский; косы Алиткунан, Атвирин и Милютынын. На косе Милютынын находится село Ильпырское. Берег восточный обрывистый, высокий (до 29 м); западный и северный низкий, болотистый.
Административно залив входит в Камчатский край России.